# Peperomia pilicaulis
Peperomia pilicaulis är en pepparväxtart som beskrevs av C. Dc.. Peperomia pilicaulis ingår i släktet peperomior, och familjen pepparväxter. Inga underarter finns listade i Catalogue of Life.